# Cravinkel
Cravinkel war eine deutsche Folkrock-Band der 1970er Jahre um den Gitarristen Kralle Krawinkel.

## Geschichte
Gegründet wurde Cravinkel 1969 in Wilhelmshaven und spielte dort Folk-Rock. Um den Plattenfirmen näher zu sein, zog Cravinkel 1970 nach Hamburg, wo in den 1970er Jahren in Deutschland die meisten großen Plattenfirmen ansässig waren. Der Umzug hatte sich gelohnt, denn die Band erhielt einen ungewöhnlich gut dotierten Plattenvertrag bei Philips, einem Sublabel der Phonogram. Zur Schaffung einer möglichst kreativen Umgebung zog Cravinkel anschließend nach Volkmarst (in der Nähe von Bremervörde).
In London nahm Cravinkel 1970 ihre erste selbstbetitelte LP auf und ging anschließend mit Frumpy und Spooky Tooth auf Europatournee. Im September 1970 eröffneten sie das „Love-and-Peace-Festival“ auf Fehmarn, der selbsternannten europäischen Antwort auf das „Woodstock-Festival“. Der Auftritt von Cravinkel wurde dort jedoch wegen technischer Probleme vorzeitig abgebrochen.
Nach einem Besetzungswechsel veröffentlichte die Band 1971 ein weiteres Album, das nun deutlich progressiver klang als das Debüt. Insgesamt enthielt das zweite Album lediglich drei ausgeprägt lange Titel.
Anfang 1972 brannte das Haus in Volkmarst, in welchem Cravinkel als Wohngemeinschaft lebte, vollständig ab und zerstörte ihr gesamtes Hab und Gut. Der Brand hatte die Auflösung der Band zur Folge.
Bandleader Kralle Krawinkel tauchte Anfang der 1980er Jahre bei der NDW-Band Trio als Gitarrist wieder auf.
George B. Miller (Haupt) und Klaus George Meier spielten in den 1970er und 1980er  Jahren unter anderem bei „Lude Lafayette’s Wolfsmond“, Meier, Miller, Kaiser und einigen mehr.

## Diskografie
- 1970: Cravinkel (1998 Neuauflage auf CD)
- 1971: Keep On Running (Single)
- 1971: Garden of Loneliness